# Mankono (departement)
Mankono är ett departement i Elfenbenskusten. Det ligger i regionen Béré, i den centrala delen av landet, 190 km norr om huvudstaden Yamoussoukro.